# Louis Coutelle
Louis Coutelle (* 1921 in Marseille; † 28. Mai  2012) war ein französischer Neogräzist.

## Leben
Nach dem Schulbesuch in Marseille studierte Coutelle Anglistik an der Universität Aix-en-Provence. Anschließend unterrichtete er 18 Jahre lang Englisch an einem Lycée in Marseille. Eine Reise nach Griechenland im Jahr 1959 richtete sein Interesse auf die neugriechische Literatur. Bis dahin hatte er lediglich das im Lycée unterrichtete Altgriechisch kennengelernt. Erste Untersuchungen zu Dionysios Solomos wurden von dem großen Neogräzisten André Mirambel wohlwollend aufgenommen. Dieser vermittelte daraufhin eine Abordnung Coutelles für einige Jahre an das Centre national de la recherche scientifique (CNRS). Aus der Arbeit in griechischen und italienischen Bibliotheken ging sein Solomos-Buch von 1977 hervor. Von 1971 an lehrte er Neugriechische Sprache und Literatur an der Universität Aix-en-Provence. Dort hat er eine thèse de doctorat von Hélène Cotta mit dem Titel Traductions en vers de l'"Iliade" et de l'"Odyssée" dans la Grèce du XIXe siècle (1980) betreut.

## Auszeichnung
- Ehrendoktorat der Aristoteles-Universität Thessaloniki, 29. Februar 2012

## Schriften (Auswahl)
- Για την ποιητική διαμόρφωση του Διονυσίου Σολωμού (1815–1833). Μουσείο Μπενάκη, Athen 2009
- Πλαισιώνοντας τον Σολωμό (1965–1989). Νεφέλη, Athen 1990
- mit Theofanis George Stavrou, David R. Weinberg (Hrsg.): A Greek diptych. Dionysios Solomos and Alexandros Papadiamantis. Nostos Books, Minneapolis, Minnesota 1986. – Rezension von: Elizabeth Constantinides, in: Journal of Modern Greek Studie 5.2, 1987
- Formation poetique de Solomos. Ερμής, Athen 1977.
- Le Greghesco. Réexamen des éléments néo-grecs des textes comiques vénitiens du XVIe siècle. Thessaloniki 1971. – Rez. von Jean Humbert, Revue des Études Grecques 88, 1975, Ss. 389–390, (online).